# Hida (provincie)
Hida Province (飛騨国, Hida no kuni) is een voormalige provincie van Japan, gelegen in het noorden van de huidige prefectuur Gifu. Het ligt in de Tosando regio, het oostelijke berggebied van Japan.

Kaart met de voormalige Japanse provincies (1868) met Hida in het rood

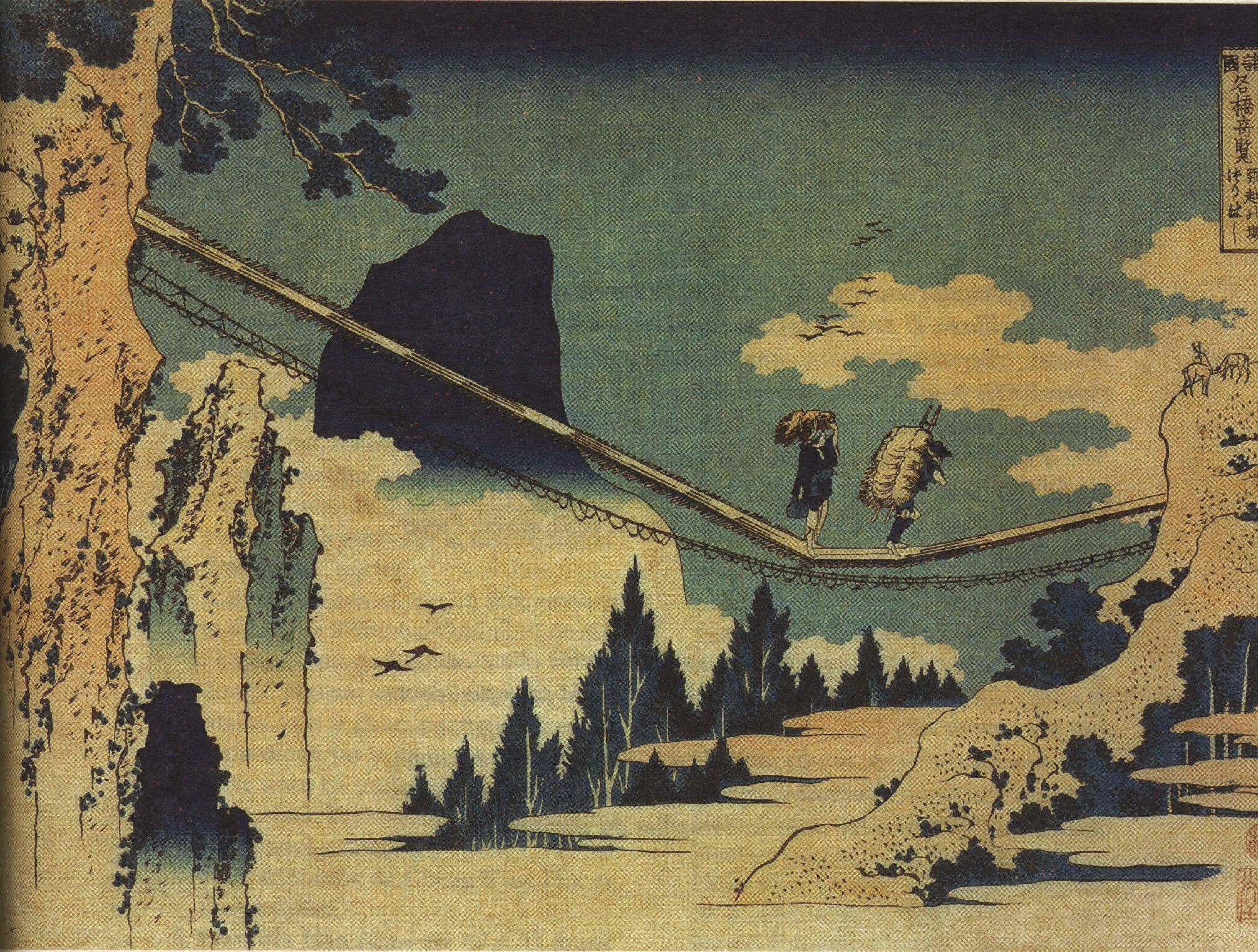
De brug van Hida

Het traditionele kanji voor de naam is 飛驒国, het bovenste deel van de middelste kanji is anders.
De provincie had een kasteel te Takayama. Hida had uitgestrekte bossen en was een belangrijke bron van hout en metalen voor andere provincies. Er was veel verkeer over de rivier tussen Hida en de lager gelegen provincies Mino en Owari.

## Gemeenten en districten

### Huidige
- Shirakawa
- Takayama
- Hida
- Gero

### Voormalige
- Mashita district
- Yoshiki district

Aki · Awa (Kanto) · Awa (Shikoku) · Awaji · Bingo · Bitchu · Bizen · Bungo · Buzen · Chikugo · Chikuzen · Chishima · Dewa · Echigo · Echizen · Etchu · Fusa · Harima · Hi · Hida · Hidaka · Higo · Hitachi · Hizen · Hoki · Hyuga · Iburi · Iga · Iki · Inaba · Ise · Ishikari · Iwaki (718) · Iwaki (1868) · Iwami · Iwase · Iwashiro · Iyo · Izu · Izumi · Izumo · Kaga · Kai · Kawachi · Kazusa · Keno · Kibi · Kii · Kitami · Koshi · Kozuke · Kushiro · Mikawa · Mimasaka · Mino · Musashi · Mutsu · Nagato · Nemuro · Noto · Oki · Omi · Oshima · Osumi · Owari · Rikuchu · Rikuzen · Riukiu · Sado · Sagami · Sanuki · Satsuma · Settsu · Shima · Shimōsa · Shimotsuke · Shinano · Shiribeshi · Suo · Suruga · Suwa · Tajima · Tamba · Tane · Tango · Teshio · Tokachi · Tosa · Totomi · Toyo · Tsukushi · Tsushima · Ugo · Uzen · Wakasa · Yamashiro · Yamato · Yoshino